# Fotboll i Finland

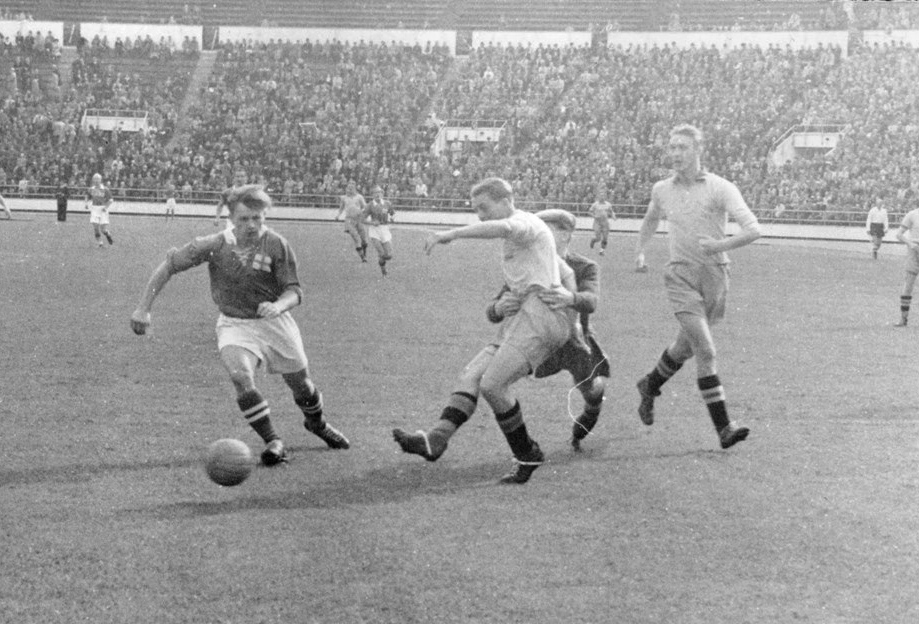
Finlands möter Sverige i fotboll på Helsingfors olympiastadion i september 1946, och förlorar med 0–7.

Fotboll har traditionellt inte tillhört de mest populära publiksporterna i Finland. Sådana positioner har tidigare innehafts av sporter som friidrott och nordisk skidsport samt, från 1990-talet, ishockey och motorsport. Fotbollens popularitet har dock tilltagit och i dag är fotboll den ledande sporten räknat i antalet utövare. Europamästerskapet för damer 2009 spelades i Finland.
Modern organiserad fotboll introducerades i Finland under 1890-talet av engelska sjömän, och spelades där först i Åbo. Den första omfattande finländska fotbollstävlingen spelades 1906 och vanns av ett skollag från Åbo. Sedan 1980-talet har Finland producerat stjärnspelare som Jari Litmanen, Sami Hyypiä och Mikael Forssell.

## Finlands Bollförbund
Det finländska fotbollsförbundet Finlands Bollförbund bildades den 17 maj 1907, och ansvarade även för bandy fram till grundandet av Finlands Bandyförbund i mars 1972.

### Seriepyramiden
Det finländska seriesystemet i fotboll består av tre nationella nivåer (Tipsligan, Ettan, Tvåan) samt distriktsserier från division 3 och neråt.
| Nivå | Liga(or)/Division(er) | Liga(or)/Division(er) | Liga(or)/Division(er) | Liga(or)/Division(er) | Liga(or)/Division(er) | Liga(or)/Division(er) |
| ---- | --- | --- | --- | --- | --- | --- |
| 1    | Tipsligan 14 klubbar | Tipsligan 14 klubbar | Tipsligan 14 klubbar | Tipsligan 14 klubbar | Tipsligan 14 klubbar | Tipsligan 14 klubbar |
| 2    | Ettan 14 klubbar | Ettan 14 klubbar | Ettan 14 klubbar | Ettan 14 klubbar | Ettan 14 klubbar | Ettan 14 klubbar |
| 3    | Tvåan zon A 14 klubbar | Tvåan zon A 14 klubbar | Tvåan zon B 14 klubbar | Tvåan zon B 14 klubbar | Tvåan zon C 14 klubbar | Tvåan zon C 14 klubbar |
| 4-8  | Norra Finlands distrikt: Ner till division 6 Mellersta Österbottens distrikt: Ner till division 6 Vasa distrikt: Ner till division 6 Mellersta Finlands distrikt: Ner till division 5 Östra Finlands distrikt: Ner till division 5 Sydöstra Finlands distrikt: Ner till division 6 Tammerfors distrikt: Ner till division 6 Satakunda distrikt: Ner till division 5 Åbo distrikt: Ner till division 6 Nylands distrikt: Ner till division 6 Helsingfors distrikt: Ner till division 7 Ålands bollförbund: Tävlingsverksamhet inom ramen för Åbo distrikt | Norra Finlands distrikt: Ner till division 6 Mellersta Österbottens distrikt: Ner till division 6 Vasa distrikt: Ner till division 6 Mellersta Finlands distrikt: Ner till division 5 Östra Finlands distrikt: Ner till division 5 Sydöstra Finlands distrikt: Ner till division 6 Tammerfors distrikt: Ner till division 6 Satakunda distrikt: Ner till division 5 Åbo distrikt: Ner till division 6 Nylands distrikt: Ner till division 6 Helsingfors distrikt: Ner till division 7 Ålands bollförbund: Tävlingsverksamhet inom ramen för Åbo distrikt | Norra Finlands distrikt: Ner till division 6 Mellersta Österbottens distrikt: Ner till division 6 Vasa distrikt: Ner till division 6 Mellersta Finlands distrikt: Ner till division 5 Östra Finlands distrikt: Ner till division 5 Sydöstra Finlands distrikt: Ner till division 6 Tammerfors distrikt: Ner till division 6 Satakunda distrikt: Ner till division 5 Åbo distrikt: Ner till division 6 Nylands distrikt: Ner till division 6 Helsingfors distrikt: Ner till division 7 Ålands bollförbund: Tävlingsverksamhet inom ramen för Åbo distrikt | Norra Finlands distrikt: Ner till division 6 Mellersta Österbottens distrikt: Ner till division 6 Vasa distrikt: Ner till division 6 Mellersta Finlands distrikt: Ner till division 5 Östra Finlands distrikt: Ner till division 5 Sydöstra Finlands distrikt: Ner till division 6 Tammerfors distrikt: Ner till division 6 Satakunda distrikt: Ner till division 5 Åbo distrikt: Ner till division 6 Nylands distrikt: Ner till division 6 Helsingfors distrikt: Ner till division 7 Ålands bollförbund: Tävlingsverksamhet inom ramen för Åbo distrikt | Norra Finlands distrikt: Ner till division 6 Mellersta Österbottens distrikt: Ner till division 6 Vasa distrikt: Ner till division 6 Mellersta Finlands distrikt: Ner till division 5 Östra Finlands distrikt: Ner till division 5 Sydöstra Finlands distrikt: Ner till division 6 Tammerfors distrikt: Ner till division 6 Satakunda distrikt: Ner till division 5 Åbo distrikt: Ner till division 6 Nylands distrikt: Ner till division 6 Helsingfors distrikt: Ner till division 7 Ålands bollförbund: Tävlingsverksamhet inom ramen för Åbo distrikt | Norra Finlands distrikt: Ner till division 6 Mellersta Österbottens distrikt: Ner till division 6 Vasa distrikt: Ner till division 6 Mellersta Finlands distrikt: Ner till division 5 Östra Finlands distrikt: Ner till division 5 Sydöstra Finlands distrikt: Ner till division 6 Tammerfors distrikt: Ner till division 6 Satakunda distrikt: Ner till division 5 Åbo distrikt: Ner till division 6 Nylands distrikt: Ner till division 6 Helsingfors distrikt: Ner till division 7 Ålands bollförbund: Tävlingsverksamhet inom ramen för Åbo distrikt |

## Landslag
- Finlands damlandslag i fotboll
- Finlands herrlandslag i fotboll

### Fotnoter
1. ↑  ”European Women Championship 2009” (på engelska). RSSSF. 18 mars 2009. http://www.rsssf.com/tablese/eur-women09.html. Läst 29 juli 2014.